# 周芬斗
周芬斗（？—？），字汝调，号虚中，又号知还，江南桐城縣（今安徽）人，中國清朝官員。

## 生平
雍正十三年（1735年）舉人出身，任福建平和縣知縣。乾隆十四年（1749年）三月接替周緝敬擔任台灣府諸羅縣知縣，任內與番社相處融洽，曾寫下《番社詩》數首。後補四川叙州府經歷。